# Coriolopsis telfairii
Coriolopsis telfairii är en svampart som först beskrevs av Johann Friedrich Klotzsch, och fick sitt nu gällande namn av Leif Ryvarden 1972. Coriolopsis telfairii ingår i släktet Coriolopsis och familjen Polyporaceae.   Inga underarter finns listade i Catalogue of Life.